# Anastasi (cognome)
Anastasi è un cognome di lingua italiana.

## Varianti
Anastasio, D'Anastasio, Nasta, Nastagi, Nastasi, Nastasia, Nastasio, Nasti, Nasto, Ostasi, Stasi, Stasino, Stasio, Stassi.

## Origine e diffusione
Cognome tipicamente centro-meridionale, è presente prevalentemente in Campania e Sicilia.
Potrebbe derivare dal prenome Anastasio e dal culto di un santo omonimo.
Le varianti Nastasi e Stasi sono meridionali con sporadiche comparse al Nord; Stassi è settentrionale, specificatamente veneto.

## Persone
- Franco Anastasi (1887-1964) – pittore italiano
- Giovanni Anastasi – pittore italiano
- Giuseppe Anastasi – musicista italiano